# Fausto Bertinotti
Fausto Bertinotti (Milán, 22 de marzo de 1940) es un político comunista italiano, líder del Partido de la Izquierda Europea. Desde el 29 de abril de 2006 hasta 2008 fue presidente de la Cámara de Diputados de Italia.

## Biografía

### El sindicalista
Bertinotti nació en el barrio de Precotto en Milán. Tras completar su educación en la capital lombarda, se afilió a la Confederación General Italiana del Trabajo (CGIL) en 1964, siendo elegido secretario de la organización local de la Federación Italiana de Obreros del Textil. Tres años más tarde, fue nombrado presidente de la Cámara del Trabajo de Novara. Entre 1975 y 1985 fue secretario regional de la CGIL de Piamonte. En 1972 se afilió al Partido Comunista Italiano (PCI), y pronto se convirtió en el dirigente de la corriente más a la izquierda de la CGIL, llamada Essere Sindacato, muy crítica con la política de consenso de la dirección. 
Como tal participó en las grandes movilizaciones obreras de la época, incluida la de los trabajadores de Fiat, que terminó con una ocupación por 35 días de la fábrica. Abnegado y combativo sindicalista, Bertinotti defendía la necesidad de que la clase trabajadora luchase contra las injusticias sociales de la burguesía, enemistándose con los sindicalistas más moderados. Esa polémica ha continuado, tomando diferentes formas, con el también sindicalista Sergio Cofferati. 
En 1994, el año en el que fue elegido secretario general de Refundación Comunista, diputado italiano y eurodiputado, Bertinotti dimitió de todas sus posiciones sindicales. Especialista en economía y derechos laborales, se le ha ofrecido en varias ocasiones el puesto de ministro de Trabajo por los líderes del centro-izquierda, pero siempre lo ha rechazado. 

### El político
Bertinotti pasó por diversos partidos durante su época de dirigente de la CGIL. Primero fue militante del Partido Socialista Italiano (PSI), más tarde del Partido Socialista Italiano de Unidad Proletaria (PSIUP), y finalmente se afilió al PCI, en el cual fue miembro del ala izquierda de Pietro Ingrao. 
Bertinotti se opuso a la disolución del PCI en el XX Congreso (1991) y a la creación por su mayoría reformista del Partido Democrático de la Izquierda (PDS). A pesar de ello, no rompió inmediatamente con la mayoría, sino que no abandonó el PDS hasta 1994 cuando se convirtió en secretario general del Partido de la Refundación Comunista (PRC), sucediendo a Sergio Garavini. 
La ascensión de Bertinotti a la secretaría general fue organizada por el presidente del PRC, Armando Cossutta, que probablemente deseaba incrementar su propio poder y prestigio dentro del Partido. Con el tiempo, el propio Bertinotti desplazaría de la dirección a Cossutta, ganando la mayoría. 
Fue reelegido como secretario general en el III, IV, V y VI Congresos del PRC. En el último, sin embargo, su documento oficial recibió el menor apoyo de la historia, tan sólo el 59% de los votos de los delegados. Este resultado demostró las tensiones internas de Refundación, entre la mayoría oficialista de Bertinotti y las corrientes más izquierdistas, como los prosoviéticos o los trotskistas. 
Como aliado de la coalición de centro-izquierda, participó en la formación del gobierno de Romano Prodi en 1994. Pero la política neoliberal puesta en práctica disgustó al PRC, y en la votación de presupuestos y moción de confianza de 1998, Refundación votó en contra, haciendo caer al gobierno. Esto provocó una escisión interna, al formar Armando Cossutta y una minoría el Partido de los Comunistas Italianos (PdCI). 
Tras la escisión, el PRC vio debilitados sus resultados electorales en las Elecciones al Parlamento Europeo de 1999, aunque Bertinotti fue reelegido eurodiputado. A partir de entonces defendió la necesidad de aproximarse al movimiento antiglobalización en perjuicio de la orientación al movimiento obrero o a la izquierda tradicional, lo cual es muy criticado por las corrientes trotskistas del Partido. 
A partir de 2002, Bertinotti giró de nuevo su política, aproximándose al centro-izquierda. El PRC participó en el pacto de L’Unione en las elecciones locales, europeas y regionales de 2004 y 2005, mejorando sus resultados anteriores. 
Aunque Bertinotti afirmó que deseaba a Prodi como candidato del centro-izquierda sin elecciones primarias, cuando éstas fueron convocadas se propuso como candidato. Las primarias, celebradas el 16 de octubre de 2005, y en las que además de Prodi y Bertinotti concurrieron Antonio Di Pietro, Alfonso Pecoraro Scanio, Clemente Mastella, Ivan Scalfarotto y Simona Panzino, el candidato comunista obtuvo el 16% de los votos. 
Tras las Elecciones Generales de abril de 2006, en las que L’Unione obtuvo la mayoría, y el PRC mejoró ostensiblemente sus resultados, fue elegido presidente de la Cámara de Diputados de Italia, siendo reemplazado en la secretaría general del Partido por Franco Giordano.
Actualmente, después de la disolución de l'Unione, és el candidato por la Sinistra l'Arcobaleno, integrado por el Partito Comunisti Rifondazione, Sinistri Italiana, Verdi y Sinistra Democratica. Con este partido pretenden dar una alternativa de izquierdas, dejando atrás los símbolos comunistas, para conseguir un espacio propio dentro de la bipolarización entre el Partito Democratico y el Forza Italia.